# العلاقات السلوفينية الكمبودية
العلاقات السلوفينية الكمبودية هي العلاقات الثنائية التي تجمع بين سلوفينيا وكمبوديا.

## مقارنة بين البلدين
هذه مقارنة عامة ومرجعية للدولتين:
| وجه المقارنة                                              | سلوفينيا                                                      | كمبوديا                   |
| --------------------------------------------------------- | ------------------------------------------------------------- | ------------------------- |
| المساحة (كم2)                                             | 20.27 ألف                                                     | 181.03 ألف                |
| عدد السكان (نسمة)                                         | 2.07 مليون                                                    | 16.01 مليون               |
| الكثافة السكانية (ن./كم²)                                 | 102.12                                                        | 88.44                     |
| العاصمة                                                   | ليوبليانا                                                     | بنوم بنه                  |
| اللغة الرسمية                                             | اللغة السلوفينية، اللغة الإيطالية، لغة مجرية                  | اللغة الخميرية            |
| العملة                                                    | يورو، تولار سلوفيني                                           | ريال كمبودي، دولار أمريكي |
| الناتج المحلي الإجمالي (بليون دولار)                      | 48.77 مليار                                                   | 22.16 مليار               |
| الناتج المحلي الإجمالي (تعادل القوة الشرائية) بليون دولار | 66.01 مليار                                                   | 54.37 مليار               |
| الناتج المحلي الإجمالي الاسمي للفرد دولار أمريكي          | 20.73 ألف                                                     | 1.16 ألف                  |
| الناتج المحلي الإجمالي للفرد دولار أمريكي                 | 30.40 ألف                                                     | 3.26 ألف                  |
| مؤشر التنمية البشرية                                      | 0.880                                                         | 0.555                     |
| رمز المكالمات الدولي                                      | +386                                                          | +855                      |
| رمز الإنترنت                                              | .si                                                           | .kh                       |
| المنطقة الزمنية                                           | توقيت وسط أوروبا، ت ع م+01:00، ت ع م+02:00، أوروبا/ليوبليانا ‏ | ت ع م+07:00               |

## منظمات دولية مشتركة
يشترك البلدان في عضوية مجموعة من المنظمات الدولية، منها:
| علم المنظمة | اسم المنظمة                               | تاريخ انضمام سلوفينيا | تاريخ انضمام كمبوديا |
| ----------- | ----------------------------------------- | --------------------- | -------------------- |
|             | مؤسسة التنمية الدولية                     | 25 فبراير 1993        | 22 يوليو 1970        |
|             | يونسكو                                    | 27 مايو 1992          | 3 يوليو 1951         |
|             | وكالة ضمان الاستثمار متعدد الأطراف        | 19 مارس 1993          | 1 ديسمبر 1999        |
|             | الأمم المتحدة                             | 22 مايو 1992          | 14 ديسمبر 1955       |
|             | الفريق المعني برصد الأرض                  | ?                     | ?                    |
|             | الاتحاد البريدي العالمي                   | ?                     | ?                    |
|             | البنك الدولي للإنشاء والتعمير             | 25 فبراير 1993        | 22 يوليو 1970        |
|             | الاتحاد الدولي للاتصالات                  | 16 يونيو 1992         | 10 أبريل 1952        |
|             | منظمة حظر الأسلحة الكيميائية              | ?                     | ?                    |
|             | مؤسسة التمويل الدولية                     | 25 فبراير 1993        | 26 مارس 1997         |
|             | المركز الدولي لتسوية المنازعات الاستشارية | 6 أبريل 1994          | 19 يناير 2005        |
|             | منظمة التجارة العالمية                    | ?                     | ?                    |
|             | منظمة الشرطة الجنائية الدولية             | ?                     | ?                    |

## وصلات خارجية
- موقع وزارة الخارجية السلوفينية
- موقع وزارة الخارجية الكمبودية